# 4332 Milton
4332 Milton este un asteroid din centura principală, descoperit pe 5 septembrie 1983 de Carolyn Shoemaker.